# Granucillo
Granucillo település Spanyolországban,  Zamora tartományban. Granucillo Camarzana de Tera községgel határos. Lakosainak száma 104 fő (2024).

## Népesség
A település népessége az utóbbi években az alábbiak szerint változott:
| Lakosok száma | 250  | 235  | 203  | 191  | 169  | 150  | 133  | 122  | 114  | 104  |
|               | 2001 | 2004 | 2007 | 2009 | 2012 | 2014 | 2017 | 2019 | 2022 | 2024 |